# Surniculus
Surniculus és un gènere d'ocells de la família dels cucúlids (Cuculidae). Es troben a l'Àsia tropical i les Filipines.

## Taxonomia
Segons la Classificació del Congrés Ornitològic Internacional (versió 14.2, 2024) aquest gènere està format per 4 espècies:
- cucut drongo cuaforcat (Surniculus dicruroides).
- cucut drongo de la Sonda (Surniculus lugubris).
- cucut drongo de les Moluques (Surniculus musschenbroeki).
- cucut drongo de les Filipines (Surniculus velutinus).